# Coalinga
Coalinga è una città degli Stati Uniti d'America situata nella contea di Fresno, nello Stato della California.